# Moulin de la Pielle
Le moulin de la Pielle était un moulin situé  à Troyes dans l'Aube.

Il fut aussi appelé moulin-du-Pré-l'êveque, moulin du Prieuré, moulin de la Priolée ou moulin Piolée. Il fut bâti au Pré-l'évêque du faubourg st-Denis qui était au chapitre-cathédrale et dont le nom semble une modification de Peille qui signifie chiffon et serait donc un moulin à papier.
Il est cité dans une charte de Henri le Libéral de 1176 sous le vocable molendinum qui Pasturellus vocabatur. Puis en 1191 dans un échange qui clos le différend entre le prieuré de Foissy et le chapitre cathédrale en confirmant les droits de ce dernier sur le Pré-l'évêque contre des dîmes à Ville-Chétif pour le Prieuré. Et c'est en 1192 que l'évêque fit don du moulin au Chapitre de Troyes. Les maîtres drapiers de Croncels le louaient en 1362 et en 1371 Pierre Garnier faisait les réparations au moulin à la suite des dégâts que les Troyens firent lors de l'arrivée du roi d'Angleterre. Les maîtres drapiers renouvelèrent la location pour dix-neuf ans des moulins de la Moline, Hardin et de la Pielle, en 1378. A Noël 1397 c'est Jean le Royer qui louait pour vingt-six livres et dix-neuf ans et fut autorisé à construire un étendoir pour les feuilles de papier. En 1457 c'était Jean de Bray qui louait puis passait à son gendre le bail Jean Le Ber, Le Bé (?) pour trente livres. En 1515 c'est Louise Gombault, veuve Piétrequin qui louait  pour vingt livres, son fils Guyon devint papetier juré de l'université de Paris. Guyon s’engageait en 1545 à convertir le moulin pour qu'il ait une roue à blé et une autre à écorce. En 1575, le locataire, Inocent Desguerrois, tanneur, louait pour 540 livres ce moulin.

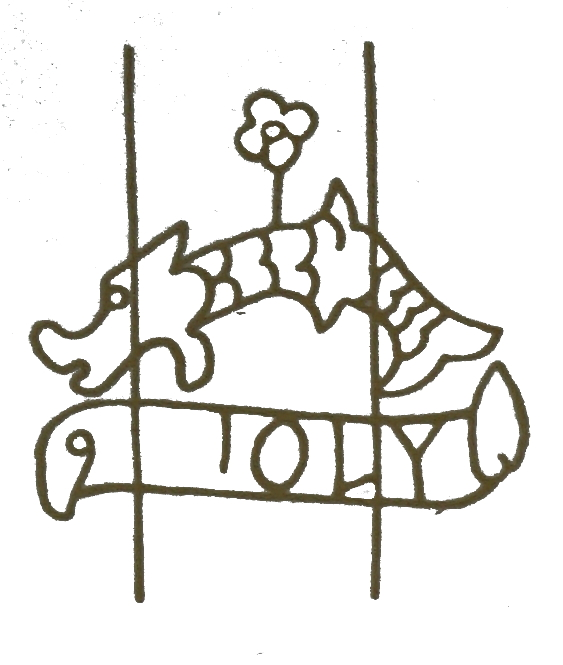
Filigrane utilisé par Jolly.

En 1789, le moulin est saisi comme bien du clergé, vendu le 11 juin 1791 à Jean Edmé Jolly meunier du moulin de Pétal ; il le payait 25 000frs.
Le 30 septembre 1834 Edmé-Charles Huot achetait le moulin, il était négociant filateur rue de la Trinité et transformait le moulin en filature, elle comptait au bout de neuf années 1 800 broches. Affectation qu'elle conservait jusqu'en 1918 avant que le charpentier Cottenet en prit possession.